# 안드리스 노퍼르트
안드리스 노퍼르트(네덜란드어: Andries Noppert, 1994년 4월 7일 ~ )는 네덜란드의 축구 선수로, 현재 네덜란드 에레디비시의 SC 헤이렌베인 소속이다. 포지션은 골키퍼이다.